# Jean Toussaint Arrighi de Casanova
Jean Toussaint Arrighi de Casanova (Corte, 8 marzo 1778 – Parigi, 22 marzo 1853) è stato un militare e politico francese.
Fu generale durante la spedizione in Egitto, a Marengo e ad Austerlitz. Insignito da Napoleone Bonaparte nel 1808 del titolo di Duca di Padova, fu deputato dal 1849.

## Araldica
| Stemma | Descrizione                                                            | Blasonatura |
|        | Jean Toussaint Arrighi de Casanova I duca di Padova (napoleonico)      | Inquartato: nel 1° e nel 4° d'argento alla croce tralicciata d'azzurro; nel 2° e nel 3° d'oro alla sfinge di nero sdraiata su una base di rosso, tenente uno stendardo turco a tre code di cavallo, posto in sbarra, di nero; capo dei duchi dell'impero. Tocco da duca napoleonico. |
|        | Jean Toussaint Arrighi de Casanova I duca di Padova (regno di Francia) | Inquartato: nel 1° e nel 4° d'argento alla croce tralicciata d'azzurro; nel 2° e nel 3° d'oro alla sfinge di nero sdraiata su una base di rosso, tenente uno stendardo turco a tre code di cavallo, posto in sbarra, di nero; capo dei duchi dell'impero. Corona da duca.            |